# 碧血狂殺2
《荒野大镖客：救赎2》是一部美国舊西部主题的動作冒險遊戲。此遊戲由Rockstar Games製作與發行，2018年10月26日於PlayStation 4和Xbox One平台发布、2019年11月5日在Microsoft Windows平台发布、11月19日发布Stadia版本。
本作是碧血狂殺系列第三部作品，也是2010年遊戲《荒野大镖客：救赎》的前傳及Rockstar Games成立20周年纪念作品。遊戲劇情設定在1899年虛構化的美國西部、中西部和南部，玩家扮演一名土匪幫派范特林幫（Van Der Linde）的成員亞瑟‧摩根（Arthur Morgan）。亞瑟必須面對美國舊西部時代慢慢終結的現實，並在政府力量與其他幫派等挑戰下努力生存。遊戲尾聲時范特林幫已實質上解散，在亞瑟被殺後，玩家繼續操控范特林幫曾經的成員約翰ᐧ馬斯頓－前作《碧血狂殺》的主角。
遊戲可以第一人稱和第三人稱視角遊玩。玩家可以自由探索開放世界並與其互動。遊戲內容包括槍戰、狩獵、騎馬、非玩家角色（NPC）任務等，並具有道德值系統。遊戲設有「賞金」系统，會隨著主角犯罪而逐漸增加。與《俠盜獵車手系列》系列的追擊星數相似的是，賞金會吸引警察和賞金獵人前來試圖抓捕主角。遊戲另有名為《荒野大镖客在线模式》的線上多人遊戲模式，於2018年底釋出測試版，並於2019年5月正式上線。
《荒野大镖客：救赎2》發售前廣受宣傳與期待，所以發售後隨即打破多項業界紀錄。在發售的當個週末，《荒野大镖客：救赎2》即售出超過2500萬套，收益超過7.25億美元。評論界對本作評價非常高，最常見的讚美為「開放世界遊戲的天花板」，讚揚其故事情節、角色設定、開放世界的精密細節為開放世界遊戲類的里程碑。本作獲得多個滿分評價和獎項，包括2018年金搖桿獎和2018年遊戲大獎的「最佳劇情」和「最佳音樂」項目。
到2022年為止，該作已銷量超過4600萬套，排名最暢銷電子遊戲榜前十名。

## 遊戲玩法

玩家可以選擇友善對待或侮辱非玩家角色，此決定會影響玩家的榮譽值

《荒野大镖客：救赎2》是一個西部主題的動作冒險遊戲。遊戲設定在虛構化的美國西部，可從第一人稱或第三人稱視角遊玩。遊戲具有單人模式和名為「荒野大镖客在线模式」的線上多人模式。玩家控制一名名叫亞瑟ᐧ摩根（Arthur Morgan）的法外之徒，作為犯罪集團幫派范特林幫（Van Der Linde Gang）的成員，完成不同任務，以進展劇情。在任務之外，玩家可以像遊玩沙盒類遊戲一樣自由探索開放世界。玩家可以利用近戰、槍枝或爆炸品進行戰鬥。戰鬥機制與前作相比作出了改進，例如在本作中，玩家可以雙持武器和使用弓箭。與前作不同的是，本作中玩家也可以游泳，但在游泳的時候會快速扣減體力值，同時不會在漂浮時停止扣減，亦即在「水上」無論是否移動都會扣減體力值。
《荒野大镖客：救赎2》具有多元的世界環境。純天然的荒地佔據面積最大，其中只有少量旅客、土匪和野生動物。遊戲也有農場、村落、大城市等不同規模的城市環境。馬是最常見的交通工具；遊戲中有很多不同品種的馬可選，不同品種各有其特性。野馬必須馴服才能騎乘。玩家也可以盜取他人的馬，但必須購買自己的馬鞍才能正式取得其所有權。每匹馬騎乘時間越長，馬就越與玩家建立親切關係，可提升馬的性能優勢。玩家也可駕乘馬車或火車進行交通。通過恐嚇司機或乘客，玩家可以劫持上車，然後將其洗劫一空。
在探索過程中，玩家也可能會目睹或參與一些隨機發生的事件，例如土匪偷襲、犯罪、求助、槍戰、公開處決、野獸襲擊等。亞瑟可能會在野外聽到有人呼救；如果他前去救援，被救者就會對亞瑟十分感激，日後可能會給他獎勵。玩家也可參與一些NPC提供的小任務，例如決鬥、賞金狩獵、尋寶、撲克、二十一點、西洋骨牌等活動。狩獵也在遊戲中佔據重要地位：獵物可以食用、出售、或（作為材料）製作各種用品。狩獵時，玩家必須留意武器的選擇和擊中獵物的位置，因為這會決定獵物的品質好壞和售價。打到獵物後，玩家可以選擇立即剝皮，或直接運走屍體。動物屍體會逐漸腐爛，導致其價值降低，也會吸引其他掠食動物。
在本作中，玩家在劇情和任務中的選擇十分重要。一些時候，玩家可以選擇是否接受額外的任務——玩家的選擇會對劇情發展產生一定影響。本作引入了一種新的NPC對話機制。例如，亞瑟可以選擇和一名陌生人友好地聊天或侮辱他。如果亞瑟殺了NPC，可以搶奪屍體上的財物。《碧血狂殺2》仍然保留了前作的榮譽值系統：幫助陌生人、遵守法紀等「光榮」的行為會增加榮譽值，而盜竊、謀殺無辜等行為會降低榮譽值。榮譽值會影響他人對亞瑟的反應，改變故事的對話線，從而影響劇情發展。此外，高榮譽值給亞瑟不少好處，例如獨特服飾和商店折扣；低榮譽值也有好處，例如掠奪屍體時能得到更多財物。
保持亞瑟的健康也很重要。碧血狂殺2的能力除了一般遊戲必有的生命值和體力值以外，同時也有生命和體力「核心值」，會影響生命值和體力值的填充速度，亦即當核心值越高的時候，生命值和體力值的填充速度也將越快。當生命值和體力值降至0的時候，將會快速減低生命或體力的核心，而體力核心降低至0的時候，將會扣減生命值，若到生命值都被扣光之前無法補回，則會死亡。這些健康機能會深受環境影響，氣候炎熱或寒冷時，需要穿著適合的服裝。例如，穿著保暖衣物可以讓亞瑟在寒冷氣候免於凍傷，但在炎熱地區會讓他汗流浹背——過冷或過熱都會導致核心值迅速下降。另外，亞瑟的食量會慢慢影響他的體重。體重較低時，亞瑟的生命值較低，但體力值較高；反之亦然。進食或睡覺會補充亞瑟的核心值。

### 戰鬥機制
槍戰是遊戲中重要的機制。在遊戲中，玩家可以躲進掩護、自由瞄準、或鎖定瞄準人物或動物。玩家也可以選擇性打擊某些身體部位，讓目標無法移動，但又不致殺死目標。玩家打中目標的不同部位後，目標的AI會有不同反應。可選的武器包含普通手槍、左輪手槍、步槍、槓桿式步槍、霰彈槍、炸藥、繩索、加特林機槍、刀、印第安戰斧等。
本作也保留了前作標誌性的瞄準機制：死亡之眼（Dead Eye）。死亡之眼可以大幅減慢時間流動，讓玩家慢慢瞄準並標記多個目標；標記完成後，亞瑟就會在短時間內迅速打擊所有目標。隨著遊戲進展，「死亡之眼」系統將逐漸升級，給予玩家更多能力，例如看到目標弱點。
本遊戲也保留了前作《荒野大镖客：救赎》的賞金系統。賞金系統由俠盜獵車手系列遊戲中的追擊指數（wanted level）系統演變而來：若玩家在遊戲中犯罪，目擊者就會跑向最近的警局報案－－若要逃避法律制裁，玩家必須在目擊者抵達之前阻止他；若未能阻止，警察就會前來調查犯罪現場。
當玩家犯罪被發現，一個特定額度的「賞金」就會被記在玩家頭上。犯罪越多、越嚴重，賞金也會越高，吸引更多警察前來試圖抓捕玩家。若賞金足夠高、警察也未能抓捕玩家，就會有賞金獵人前來在野外圍捕玩家。若玩家仍然繼續犯罪，美國法警就會出動。
若要逃避警察抓捕，玩家必須逃出地圖上紅色的「搜索區」並等待「追擊指數」逐漸歸零，或者躲藏起來等待搜捕結束、或將追捕者殺光。不論玩家最終是被捕或逃脫，賞金不變；平民和警察都會更加警惕玩家，犯罪地區更會被封鎖。被警察或赏金猎人追捕時，玩家可以選擇投降。清空賞金的唯一方法是前往郵局還清賞金金額。

## 遊戲角色

### 范特林幫
亞瑟·摩根（1863-1899）（配音：羅傑·克拉克）
出生贫寒，自幼丧母，父亲是个偷窃犯，待他不好，并在其青年时期病逝，后被达奇·范德林德收留，他视达奇为父亲一般，后结识一生挚爱玛丽·林顿，但因玛丽父亲的反对，两人被迫分开，一次酒馆之行，他和侍女发生了一夜情，侍女并没有嫌弃他的帮派身份，两人育有一子，但赏金猎人为了十美元就杀害了他的妻子和孩子，这件事改变了他的性格，在德奇密谋抢劫黑水镇时，他和何西亞坚决反对，但无果。抢劫黑水镇失败后，他随德奇一行逃亡到馬蹄鐵望台躲避康禾雇佣的平克顿侦探的追杀，但在和杰克·瑪斯顿河边钓鱼时不巧被平克顿侦探安德鲁·米尔顿发现，在一路的逃亡中，最终被确诊肺结核，在仅剩的时日里开始了他的救赎，对需要帮助的人施以援助之手。最后在悬崖边与邁卡决斗后因肺结核和伤势过重身亡。（狼结局则是被邁卡枪杀或是捅死）
約翰·瑪斯頓（1873-1911）（配音：罗伯特·维特霍夫）

自幼父母双亡，达奇收留了他，从此成为帮派一员，后与艾比蓋兒相爱，两人育有一子名傑克．瑪斯顿，在黑水镇劫案中负伤，休顿了一段时间，遂在圣丹尼斯银行抢劫案中被捕，后被亚瑟和賽蒂救出，帮派雪山逃亡路上亚瑟以自己生命为代价换取了约翰逃亡的机会，数年后他隐姓埋名和艾比盖兒在斯卓貝里鎮打工谋生，被发现后搬到了比彻之愿，后与剩余的帮派成员重识，最后在雪山杀死了邁卡，替亚瑟报了仇。不過邁卡的遺體遭到平克顿侦探事务所探員羅斯的調查，羅斯後來找到了約翰位於比彻之愿的住所，並突襲比彻之愿，劫持了約翰的妻兒和大叔。
後來，在罗斯的威逼下，約翰被迫追殺达奇等一众前帮派成员，之後羅斯暫時放他回比彻之愿。最后他在比彻之愿被罗斯率领的军队还有美国法警以及调查局乱枪杀死。
德奇·范特林（1855-1911）（配音：班傑明·拜倫·戴維斯）
范特林幫領導人。理想主義和無政府主義思想者，曾是奥德姆斯科的好友，喜欢读艾芙琳米勒的书，前期领导帮派劫富济贫，在邁卡加入帮派后逐渐忘记了初心，他的真正面貌將開始浮現，数次搶劫计划的失败，许多帮派成员被杀，何西亞死后，又亲手杀害了勃朗特、康沃尔，而在幫派搶劫時德奇又對亚瑟與约翰見死不救，最后又追杀亚瑟與约翰二人，在雪山与约翰对峙时向邁卡开枪后離開。在《碧血狂殺》中德奇又拉攏印第安人一起组建德奇帮，最終在約翰·瑪斯頓追殺下跳崖身亡。
何西亞·馬修斯（1844-1899）（配音：Curzon Dobell）
幫派副領導人，德奇的左右手。据他自己所说他年轻时曾是强盗，妻子贝西让他第一次感受到了爱，并坦言在她因病辞世后他每一天都在思念她。在1878年跟达奇结识并加入了范德林德帮。他才智出眾、機敏過人，与帮派其他成员不同的是他主张通过骗术而非暴力来实现目标，不愿意冒大的风险，所以常常作為平衡德奇瘋狂計畫的理性存在。最後在聖但尼搶銀行時被米爾頓槍殺。
比爾·威廉森（配音：Steve J. Palmer）
幫派打手，性格魯莽，總是先行動再思考，但是個強悍、盡心盡力，隨時準備大戰一番的漢子。遊戲最後選擇跟隨德奇並背叛亞瑟，結局後逃到新奧斯丁州，直到幾年後才又在《碧血狂殺》中被約翰·馬斯頓追殺，最終身亡。
哈維爾·艾斯桂亞（配音：Gabriel Sloyer）
墨西哥人，幫派打手，惡名遠揚的賞金獵人和墨西哥革命家。哈維爾初來乍到，就深深認同德奇的理想。為人意志堅定、充滿熱忱且忠心耿耿。結局後逃回墨西哥，直到幾年後才又在《碧血狂殺》中被約翰·馬斯頓追殺。他最終被馬斯頓射殺或者被馬斯頓交給平克顿侦探事务所探员罗斯。
艾比蓋兒·羅伯茲（1877-1914）（配音：Cali Elizabeth Moore）
前妓女，約翰的妻子，兩人孕有一子傑克。艾比盖尔自幼父母双亡，她十七岁时，大叔介绍她加入了范德林德帮，最终和约翰马斯顿相爱，并再十八岁时生下杰克，艾比蓋兒是個堅強、言語直率且經歷過大風大浪的女性，而且她深知如何在艱難的環境中謀生，同时她在感情方面也非常成熟，她一直希望约翰能远离帮派，过上安稳生活，承担起父亲的责任。艾比盖兒曾经也与亚瑟有过一段感情，并且在约翰出走期间也非常照顾艾比盖兒母子，在安尼斯堡枪杀了米尔顿探员，她在河狸岩洞偷了达奇的保险柜钥匙（何西亞称赞艾比盖兒是最好的演员），最后约翰正凭此拿回了帮派的财产，最後和約翰一同過著幸福生活。在约翰被杀后几年她便郁郁而终，杰克将她葬在约翰和大叔旁。
約翰·「傑克」·馬斯頓二世（1895-？）（配音：Marissa Buccianti (幼年) Ted Sutherland (青年)）
約翰和艾比蓋爾之子，年幼的傑克在幫派中長大，但每個人都盡力不讓他受到幫派生活裡，比較醜陋的部分影響，尤其是他的母親艾比蓋兒。最後和父母一同過著幸福生活，在父母逝世后，他在河边和罗斯决斗並杀死了對方，报了殺父之仇，后成为作家，著有自傳《碧血（Red Dead）》。
大叔（1849-1911）（配音：John O'Creagh、James McBride）
幫派中的開心果，是個善於逢迎、耽於享樂的人物。平常好吃懶做，常常說自己有嚴重下背痛。年轻时曾有一手好枪法，人称“一发小子”。最後和馬斯頓一家人同住，在比彻之愿和美国军队的作战中身亡。配音演员John O'Creagh在游戏制作期间病逝，由James McBride接替他的工作，R星为了纪念他，特地在游戏中制作了相关的彩蛋。
賽蒂·亞德勒（配音：Alex McKenna）
遊戲序章一行人在安巴里諾遇見的寡婦，丈夫被奧德里斯科爾幫派份子殺害，從此加入范特林幫誓言復仇。殺伐果斷，而且天不怕地不怕。聰明人絕不會與她作對，但她對自己所愛的人十分忠實。遊戲最後向邁卡報仇後，離開美國到南美成为赏金猎人（她说可能会参与南美独立革命）。
邁卡·貝爾（约1860 - 1907）（配音：Peter Blomquist）
几个月前加入帮派的新成员。出生于一个匪徒家庭，青年时期就开始杀戮，是个無惡不作的匪徒。曾经救过德奇一命，战斗力十分强悍，喜好到處搞破壞。幫派內成員都對他十分唾弃，只有失去了一切的德奇願意聽信他的花言巧語。遊戲後期洩漏幫派位置給平克頓特工，不仅殺死了亞瑟（狼结局）和蘇珊，还将帮派遗留在黑水镇的钱据为己有。在8年後創立自己的幫派，但被德奇和約翰在雪山上槍殺。
查爾斯·史密斯（配音：Noshir Dalal）
獵人，黑人和印第安人混血儿。沉默寡言、內向拘謹，但相當能幹，能勝任任何工作，而且打起架來可說天下無敵。是一個正直的老實人，但也可能會要人的命。最後在和约翰、賽蒂一同向邁卡報仇後離開美國，到加拿大寻亲。
尚恩·麥奎爾（配音：Michael Mellamphy）
愛爾蘭人，小偷兼搶犯，來自一個有悠久犯罪和政治異議背景的家族。他總是希望參與各種行動，常常恣意妄為，對幫派造成不小困擾，与凯伦是恋爱关系。最後在羅德鎮被格雷家暗算槍殺。
約西亞·特里洛尼（配音：Stephen Gevedon）
幫派中最神秘的人物，愛賣弄的魔術師、詐欺師和騙子，遊戲大部分時間都處於失蹤狀態，但他總有法子提供幫派一些不錯的賺錢機會。遊戲結尾後神隱，依據遊戲中的語音判斷約西亞在聖但尼有一家妻小，猜測可能在結局後和家人團圓。
蒂莉·傑克森（配音：Meeya Davis）
黑人，曾經是福爾曼幫的成員。見多識廣、適應力強且值得信賴，不僅有能力照顧好自己，也從不怯於提出自己的想法。和瑪麗貝斯感情極佳，遊戲中期也受到以前幫派成員騷擾。遊戲結尾嫁給一位海地富商，過著幸福的日子。
瑪麗貝斯·加斯基爾（配音：Samantha Strelitz）
幫傭、騙子，親切、和善又友好的年輕女性，這種種特質造就了她天衣無縫的罪犯特質。與基蘭互有好感。逃離范特林幫後成為了一名有名的愛情小說作家。
茉莉·奧沙（配音：Penny O'Brien）
愛爾蘭人，德奇的情人。莫莉自恃身分嬌貴，無法適應逃亡的生活，而這一切都將慢慢侵蝕她。常常和德奇吵架，最後逃離范特林幫，在被找回時负气稱自己是给平克顿侦探泄露消息的內鬼，而被蘇珊槍殺，后证实她并没有出卖帮派。
凱倫·瓊斯（配音：Jo Armeniox）
高超的詐騙高手和女槍手，難逢敵手的酒國女英豪。膽量大又喜歡玩鬧，熱愛亡命生活，不願這樣的日子有任何改變。在丈夫和摯友茉莉都死後日益消沉，遊戲結局蒂莉透漏其因長期酗酒而亡。
奧維爾·斯旺森（配音：Sean Haberle）
牧師，但如今生活放蕩，終日酗酒，早已偏離他過去為自己訂定的道德準則。若玩家的亞瑟沒有選擇幫助卡爾德隆修女，斯旺森牧師會在亞瑟死前和他對談。他在范特林幫解散後決定改過自新，最後在紐約成為一名名牧師，并成为了纽约教区主教。
藍尼·薩默斯（1880-1899）（配音：Harron Atkins）
帮派新人、黑人，其父想让其当律师，但是他父亲后来被几个酒鬼杀害，自 15 歲那年報了殺父之仇後，年紀輕輕的藍尼就展開了亡命生涯。他非常聰明，在何西阿的教导下受過教育，行事幹練且雄心勃勃，永遠準備就緒，等著完成他的工作。他也是亞瑟非常關心的幫派新血之一，最後在聖丹尼銀行搶案時被槍殺。
賽門·皮爾遜（Simon Pearson）（配音：Jim Santangeli）
營地裡的屠夫和廚師。曾在海軍服役过一小段時間，喜歡滔滔不絕地講述當時的事。是個喜歡吵鬧、快活又樂觀的無賴。最後在离开帮派後接管羅德鎮的雜貨店，並娶了新任妻子。
利奧波德·史特勞斯（Leopold Strauss）（配音：Howard Pinhasik）
奧地利人，專門放高利貸給窮苦人家，並會請亞瑟去討債。被營地里的人尊稱為「Herr」（德語裡的先生）。若玩家有做相關的支線任務，則最後會被亞瑟趕出幫派，因為亞瑟認為他的高利貸生意害慘了太多人。遊戲結局查爾斯提到史特勞斯被平克頓特工拷問並杀死，但他死前堅決不透漏幫派殘黨的資訊。
蘇珊·格倫索（Susan Grimshaw）（配音：Kaili Vernoff）
營地公認的管理人和調解人。心性固執，擁有鋼鐵般的意志，不會容忍任何人胡作非為。年輕時曾是個美女，也是是德奇的前任情人，但年老後被拋棄。最後在對峙時被邁卡槍殺。
基蘭·達非（Kieran Duffy）（配音：Pico Alexander）
前奧德里斯科爾幫成員，在序章時被亞瑟抓到並拷問，但一直堅決自己不知道關於奧德里斯科爾幫的任何事情。之后加入范德林德帮，和亞瑟感情甚佳，與瑪麗貝斯互有好感，並和幫派成員打成一片。最後被奧德里斯科爾幫俘虜殺害后被砍头挖去双眼。

### 敵對角色
柯姆·奧德里斯科爾（Colm O'Driscoll）（配音：Andrew Berg）
奧德里斯科爾幫領導人，曾和德奇是好友，但某次事件中德奇殺死了他的弟弟，柯姆則殺了德奇當時的情人－安娜貝爾，兩人從此決裂。遊戲中期曾和平克頓侦探聯手设了一个假和谈局将德奇哄骗过来，在和谈中其手下将在远处护卫德奇的亚瑟击晕并送到了自己的营地审问但亚瑟逃离了营地，最後被圣丹尼斯的警察抓到并将被执行绞刑，在绞刑架上因其救援柯姆的手下均被亚瑟、德奇、赛迪暗杀和挟持，而被警察成功絞死。
雷威提克斯·康禾（Leviticus Cornwall）（配音：John Rue）
地產、石油、火車等等行業的超級大亨。在火車被德奇搶劫後便不斷出资雇佣平克顿侦探前去調查范特林幫。最後在拒絕為德奇提供幫助後被他槍殺。
安德魯·米爾頓（Andrew Milton）（配音：John Hickok）
平克頓偵探事務所高級特工，也總能在范特林幫逃離後追蹤到他們。和邁卡私底下有合作，最後被艾比蓋爾槍殺。
艾德格爾·羅斯（Edgar Ross）（配音：Jim Bentley）
平克頓偵探事務所高級特工，米爾頓的副手。米爾頓死後持續監控約翰一家，在《碧血狂殺》中作為第一任调查局局长出現，最终1914年在决斗中被杰克枪杀。
凱特琳·布萊懷特（Catherine Braithwaite）（配音：Ellen Harvey）
布萊懷特莊園和家族領導人，表面上和何西亞合作，但背地裡卻等著暗算范特林幫。最後在被德奇逼問後，莊園被德奇燒毀，其也随之自杀。
安傑洛·布朗特（Angelo Bronte）（配音：Jim Pirri）
義大利人，聖但尼的商業大亨兼黑道份子，裝作和德奇合作實則隨時準備背叛他，並瞧不起范特林幫的粗俗。最後暗算德奇失敗後被德奇綁架餵了鱷魚。
阿爾貝托·富薩爾（Alberto Fussar）（配音：Alfredo Narciso）
古巴種植業主，在瓜爾瑪島上是暴君一般的存在，逼迫當地百姓為他工作。最後被亞瑟砲轟而死。
亨利·費佛斯（Henry Favours）（配音：Malachy Cleary）
美軍上校，主張迫害瓦彼蒂族以奪走他們的土地。最後向飛鷹弗萊斯開槍後被亞瑟殺死。
克里特（Cleet）（配音：P·J· Sosko）
邁卡在第六章找来的帮手，在火车抢劫任务“我们最美好的自己”中，在火车上经常嘲讽赛迪和亚瑟，导致赛迪和亚瑟对他的印象非常差，在尾声因阻止邁卡杀死小女孩而与邁卡闹翻，最后在草莓镇被約翰、賽迪和查尔斯发现并被带上绞刑架，在绞刑架上克里特透露了邁卡所在的雪山位置后被约翰绞死或被赛迪枪杀。
喬（配音：Ian Bedford）
邁卡在第六章找来的帮手，後在雪山上被約翰殺死。

### 其他角色
落雨（配音：葛拉罕·葛林）
美國原住民瓦匹提族的酋長，常被美軍迫害，但都選擇忍氣吞聲。最後在兒子死後帶著族人逃往加拿大。落雨在遊戲最後表示因為族人死了太多，瓦彼蒂族已經接近消亡。
飛鷹（配音：Jeremiah Bitsui）
落雨酋長的兒子，性格好戰，主張攻打美軍以奪回原住民的土地。最後被亨利將領殺死。
林登·門羅（Lyndon Monroe）（配音：Jake Silbermann）
美軍上尉，主張保護瓦彼蒂族的土地，因此和亨利·費佛斯作對。最後差點被亨利暗算而死但被亞瑟救下，後逃離美國。
湯瑪士·唐恩斯（Thomas Downes）（配音：Peter Lettre）
向利奧波德借高利貸後便一直辛勤工作還債，但依舊還不清，因此被亞瑟痛毆。最後因病去世，死前意外將肺結核傳染給了亞瑟。
伊迪絲·唐恩斯（Edith Downes）（配音：Jayme Lake）
湯瑪士的妻子，丈夫死後為了賺錢只能當妓女。非常怨恨亞瑟間接殺了自己的丈夫。在修女任务弟兄姐妹一家亲中，伊迪絲会与亚瑟在圣丹尼斯的贫民窟短暂相见后向附近治安官诬陷亚瑟骚扰自己并逃离，後被亞瑟在安妮斯堡鎮發現，亞瑟若選擇幫助她則會受到她的原諒。约翰尾声后，在《黑水镇记事报》最后一期刊登了伊迪絲与儿子亞奇用亚瑟给予的钱开设了高尔夫球场的消息
亞奇·唐恩斯（Archie Downes）（配音：Paul Thode）
湯瑪士和伊迪絲的兒子。
布爾佳德·格雷（Beauregard Gray）（配音：Bjorn Thorstad）
格雷家族的人，和潘妮洛普戀愛，但不敢被敵視的兩家人知道。最後在亞瑟的幫助下私奔前往纽约。
潘妮洛普·布萊懷特（Penelope Braithwaite）（配音：Alison Barton）
布萊懷特家族的人，和布爾佳德戀愛，但不敢被敵視的兩家人知道。私底下是個女權主義者。最後在亞瑟的幫助下私奔前往纽约。
夏綠蒂·貝爾福（Charlotte Balfour）（配音：Emily Dorsch）
和丈夫一同搬到深山中住的女性，丈夫死後一度陷入消沉。亞瑟後選擇幫助她，教導她打獵和射擊。她也在亞瑟病重時照顧了亞瑟。亞瑟死後約翰可以向夏綠蒂告知亞瑟的死訊。
卡爾德隆修女（Sister Calderón）（配音：Irene DeBari）
聖丹尼的修女，開設孤兒院照顧無家可歸的孤兒。若亞瑟有選擇幫助她，她會在亚瑟护送门罗上尉上火车时出現并和亞瑟對話，結局後離開美國到了墨西哥。《碧血狂殺》中可以在墨西哥再次見到卡爾德隆修女。

## 遊戲劇情
故事由范特林幫成员亞瑟·摩根的角度敘述。在1899年，美國舊西部時代最後的幾年裡，范特林幫眾人試圖搶劫运钞渡輪但失敗，導致一些成員被殺。在警察和敵對幫派——奧德里斯科爾幫的窮追不捨下，幫派老大德奇·范特林被迫帶著僅存的團員逃離黑水鎮，混亂中也留下了幫派的所有積蓄在鎮上。德奇一行人在逃到下著大雪的安巴里諾州後，感嘆科技和文明的進步總有一天會讓世界變得不適合像他們這樣的犯罪份子生存。德奇決定重新開始存下一大筆錢，帶著團員們一起遠走他鄉度日。
在搶劫了商業大亨賴維特克斯·康沃爾名下的火車後，一行人遷移到了氣候溫暖的新漢諾威州，並駐紮在瓦倫泰鎮旁。康沃爾知道自己被搶劫後勃然大怒，雇用了平克頓偵探事務所探员試圖逮捕范特林幫。在幫派各成員努力賺錢下，德奇也計畫著他腦海中那最後一次的大搶案。有天康沃爾帶著特工到了瓦倫泰鎮和德奇對峙，導致槍戰爆發，幫派又被迫得遷移到新地。這次幫派駐紮在了羅德鎮旁，羅德鎮上的勢力分為了兩個對峙的種植業勢力分別是格雷和布萊懷特大家族。德奇和幫派副手何西亞聽說兩家都擁有巨大的財富，刻意和鎮上兩大大家族打好關係並暗中搞破壞，想讓兩家族互相爭鬥並漁翁得利。但沒想到的是，兩家族早已知道此幫人絕非善類，而沒有受到欺騙。格雷家反過來攻擊了幫派導致愛爾蘭團員尚恩被殺。布萊懷特家則綁架了約翰的兒子傑克。德奇在盛怒下率领帮派全员一把火燒了布萊懷特家族的庄园，並在领主凯瑟琳口中得知傑克被賣給了住在聖但尼的義大利裔商業大亨安傑洛·布朗特。在羅德鎮期間，敵對幫派奧德里斯科爾幫的首領柯姆也釋出善意，想和德奇和好。但一行人到了現場才發現是場騙局，德奇还差點被伏擊的平克頓探员殺死。
幫派第三次遷移，這次搬到了雷莫恩州的沼澤地區。一行人到了大城市聖但尼裡結識了布朗特。布朗特起初非常願意和德奇合作，並馬上就歸還了傑克。但暗地裡布朗特根本瞧不起這幫鄉巴佬，在佔盡了德奇好處後背叛了他，導致德奇差點被平克頓特工殺死。德奇這時已心力憔悴，漸漸顯露出了他邪惡的本性。德奇開始不管團員的死活，硬是要向布朗特復仇。在德奇率领帮派夜袭布朗特庄园，綁架了布朗特並將他推進沼澤餵短吻鱷後，何西亞和亞瑟都明顯感到了德奇的轉變，幫派所到之處無一不充滿殺戮和血腥，兩人為德奇感到極度不安。
德奇接下來計畫搶劫聖但尼銀行，並向團員保證這絕對會是最後一次大搶案。但搶劫過程中平克頓特工和警察卻比預料中的還早到達，導致爆發槍戰。何西亞和藍尼被槍殺，約翰被警察拘捕並被關在了希希卡監獄。德奇、亞瑟、比爾、哈維爾、查爾斯和邁卡被迫和剩下的團員分離。六人組逃到了聖但尼碼頭，查爾斯自告奮勇的引走了在當地巡查的特工們，剩下五人則賄絡了一艘船的船長，讓他載著五人逃往古巴。航行過程卻遭遇暴風雨，船身連著聖但尼搶到的錢財一同沉進海底。亞瑟在一座叫瓜爾瑪的小島上醒來並和另外四人會合。為了逃離這座島，五人被迫和島上叛軍份子合作，殺死了當地的農場主暴君艾伯特·富薩爾。富薩爾死後，五人終於才又回到了美國本土並和幫派重新會合。
德奇此時竟然又開始計畫下一場大搶案，並又一次保證這將會是最後一次搶案。一輩子向德奇忠心的亞瑟終於再也看不下去，開始做出和德奇的計畫大相逕庭的行動。亞瑟和賽迪一同到了希希卡監獄救出了約翰。德奇和亞瑟兩人的關係產生了裂痕，他開始不相信亞瑟，並越來越聽信邁卡的話語。期間，柯姆·奧德里斯科被警察抓捕並被絞死。德奇想剷除剩下最後一個的後患——賴維特克斯·康沃爾。亞瑟在不情願下，和德奇一行人伏擊了賴維特克斯。德奇表示要賴維特克斯無條件給他們一大筆錢，並在對方拒絕後一槍殺死了他。一行人逃脫後，亞瑟終於理解到德奇已經完全變的不一樣了。現在的他根本不管團員的死活，一切都是為了自己的理想為中心，不顧後果的四處惹事。但此時的亞瑟卻得了肺結核而病倒了。原來幾個月前，團員史特勞斯到處向外借高利貸，並雇用亞瑟當討債人。在一次向一位農夫道恩斯先生暴力討債時，病懨懨的農夫一氣之下向亞瑟吐了一口血，將肺結核傳染了給他。道恩斯先生一輩子為了還債，工作到累出了病來，最後也在不久後病死了。但當時的亞瑟根本不顧他的死活，硬是洗劫了道恩斯家的財產。
知道自己將在不久後死去，亞瑟開始審視自己的人生，並立志要在死前做個好人，幫助團員和一路上認識的人們。他將史特勞斯先生踢出了幫派、和以前的愛人瑪莉重修舊好，並和她永別、將一些自己的積蓄無條件送給了道恩斯家的太太和兒子、捐錢給了聖但尼當地的墨西哥裔修女和她開設的孤兒院、幫助了一個丈夫因意外死亡了的寡婦——夏綠蒂、並幫助了當地飽受美軍迫害的瓦彼蒂原住民酋長豪雨佛爾奪回原住民聖物（玩家也可以選擇不做這些活動）。德奇在同時幫助了豪雨佛爾酋長的兒子飛鷹弗萊斯攻打當地美軍，希望可以從中製造混亂，讓幫派可以趁亂脫逃。豪雨佛爾酋長和亞瑟都極力反對德奇這麼做，但德奇根本聽不進他的建言。失望的亞瑟語重心長的告訴約翰，若哪天幫派真的走向了末路，要他帶著妻兒遠走高飛。在平克頓特工又攻擊了營地一次後，德奇開始變得多疑，認為幫派中一定有內鬼。德奇的前任愛人兼前團員茉莉在失蹤許久後突然出現，大聲咆嘯著自己就是內鬼，並被另一名團員蘇珊開槍殺死。但有些團員認為茉莉根本不是內鬼，只是因為被德奇拋棄而得了失心瘋並說謊。在這次事件後，許多團員暗地裡逃離了營地，德奇則和邁卡計畫搶劫美軍的運鈔火車。
在一次和飛鷹弗萊斯及原住民戰士攻打美軍時，亞瑟被美軍追上，德奇卻見死不救想逃走。最後飛鷹弗萊斯為保住亞瑟的性命而死。亞瑟對德奇已經沒有任何一點信任留存。一行人在後來炸毀了一座橋，並搶劫了美軍的、為了修橋而派送的運鈔火車。途中約翰受槍傷並跌落下馬，德奇向亞瑟保證會照顧約翰。亞瑟後來成功搶到了一大筆錢，卻被德奇告知約翰已經死亡。約翰的妻子－艾比蓋爾被平克頓的米爾頓特工綁架，德奇對此卻完全不聞不問。亞瑟和賽迪兩人前去營救艾比蓋爾並殺了米爾頓特工，在他死前告訴了三人驚天的事實，茉莉根本不是內鬼，就算對她拷問許久依舊沒有透漏消息，內鬼其實就是邁卡。亞瑟一人衝回營地和邁卡對峙，約翰此時也突然出現，表示自己還活得好好的，竟眼睜睜的被德奇拋棄。但包括哈維爾、比爾和德奇在內的大部分人卻站在了邁卡這邊。就在兩方劍拔弩張時，平克頓特工發動總攻擊，邁卡也趁機射殺蘇珊。亞瑟和約翰一同逃脫，此時可以選擇幫助約翰逃脫或是回到營地偷取德奇偷偷藏起來的存款，不管如何亞瑟都會和約翰道別，並叫他趕緊去和自己的妻兒會合。在約翰逃離或者回到營地後，亞瑟會遇見邁卡並和他對戰。但病懨懨的亞瑟根本打不過邁卡，並且就算亞瑟和約翰告知邁卡是內鬼的事實，德奇也只會眼睜睜的看著亞瑟慘遭痛打。在最後，滿身傷口和病痛的亞瑟再慢慢的看著陽光升起後死去（若玩家榮譽值太低，則是會被邁卡直接殺害）。
八年後的1907年，約翰一家人搬到了大角羚牧場。約翰努力在牧場工作並存了一小筆錢，期間也因為幫助他的雇主擊退前來騷擾的幫派份子而大受賞識。但艾比蓋爾卻因為約翰又開始殺人而大失所望，帶著傑克離開了約翰。約翰用了他雇主給他的擔保信，向銀行貸款了一筆錢並買下了艾比蓋爾夢寐以求的牧場地。期間也在黑水鎮重新遇到了查爾斯、賽迪和大叔這些前團員。一行人努力工作賺錢，約翰也終於在蓋好了一間美麗的新房子後重新得到艾比蓋爾的愛，並向她正式求婚。
現在在當賞金獵人的賽迪有一天來到約翰家中，告知約翰她發現了邁卡的藏身處。儘管艾比蓋爾不情願約翰又殺人，他依舊和賽迪與查爾斯一同前往雪山，發誓要向邁卡報仇雪恨。一路殺到雪山頂後，約翰遇見了邁卡和德奇兩人，邁卡表示自己早已建立了新的幫派並在到處做惡，並且找了德奇來加入自己的幫派。在一番對峙後，德奇竟然出乎意料的向邁卡開槍，約翰也向邁卡補了幾槍，兩人終於替范特林幫報了仇。德奇沒說多少話的狀態下離開並從此神隱，約翰、查爾斯和賽迪則在邁卡的小屋中找到了以前幫派遺留在黑水鎮的積蓄。約翰用了這筆錢過上了好日子，並正式和艾比蓋爾結婚。一家三口和大叔一同住在了新房子中。查爾斯和薩蒂則離開了美國，到國外發展。
然而，約翰此舉復仇的大張舉動引起了調查局探員羅斯（1907年平克頓偵探事務所在西部的業務被美國政府接管，設立了調查局取代平克頓的地位）的注意，在一連串的追尋之下最終找到了約翰所定居的農場，帶著得意滿滿的笑容後而從容離去，也為《碧血狂殺》故事的源由做出解釋。

## 開發
《碧血狂殺2》由Rockstar Games開發，遊戲引擎採用RAGE，遊戲最初預計於2017年秋季上市，後來延期至2018春季，之後遊戲於同年10月26日正式發售。遊戲音樂由曾經製作過《荒野大镖客：救赎》和《俠盜獵車手V》音樂的伍迪·傑克森擔任。

## 评价
| 汇总媒体   | 得分                     |
| ---------- | ------------------------ |
| Metacritic | PS4：97/100 XONE：97/100 |

| 媒体          | 得分   |
| ------------- | ------ |
| 电子游戏月刊  | 10/10  |
| Game Informer | 10/10  |
| GamesRadar+   | [ 40 ] |
| GameSpot      | 9/10   |
| IGN           | 10/10  |
| USGamer       | [ 43 ] |
| 游民星空      | 10/10  |

根据汇总媒体Metacritic的统计，《荒野大镖客：救赎2》获得了媒体一致的赞誉，在Metacritic玩家評分間也獲得了極高的讚賞，碧血狂殺2在此評分網站中還被列入must play（必玩）。

### 銷售
2018年10月30日Rockstar Games宣布《荒野大镖客：救赎2》為發售首週末銷售紀錄的最高娛樂產品，發售三天的銷售額超過7億2500萬美元，僅次於第一名《俠盜獵車手V》的10億美元銷售紀錄。遊戲也在PlayStation Network創下了「最高預購紀錄」、「首日上市最高銷售紀錄」以及「發售3日最高銷售紀錄」。
遊戲在英國遊戲首週銷量為當周第一名，銷售數量為前作《荒野大镖客：救赎》的兩倍，同時也是2018年第二暢銷遊戲，僅次於《FIFA 19》。而在日本，首週13萬2984份的銷量成為當週銷量榜首。
根據最新母公司發表的銷售報告顯示銷售為4300萬份。(結算至2022年2月)至2025年2月初銷量達7000萬份。

### 所獲獎項
| 年份 | 獎項     | 類別                 | 獲提名                   | 結果 | 來源   |
| ---- | -------- | -------------------- | ------------------------ | ---- | ------ |
| 2016 | 遊戲大獎 | 玩家票選：最期待遊戲 | 《荒野大镖客：救赎2》    | 提名 | [ 51 ] |
| 2017 | 金搖桿獎 | 最期待遊戲           | 《荒野大镖客：救赎2》    | 提名 | [ 52 ] |
| 2017 | 遊戲大獎 | 最期待遊戲           | 《荒野大镖客：救赎2》    | 提名 | [ 53 ] |
| 2018 | 遊戲大獎 | 年度最佳遊戲         | 《荒野大镖客：救赎2》    | 提名 | [ 54 ] |
| 2018 | 遊戲大獎 | 最佳遊戲指導         | 《荒野大镖客：救赎2》    | 提名 | [ 54 ] |
| 2018 | 遊戲大獎 | 最佳敘事             | 《荒野大镖客：救赎2》    | 獲獎 | [ 54 ] |
| 2018 | 遊戲大獎 | 最佳美術指導         | 《荒野大镖客：救赎2》    | 提名 | [ 54 ] |
| 2018 | 遊戲大獎 | 最佳配樂 / 原聲帶    | 《荒野大镖客：救赎2》    | 獲獎 | [ 54 ] |
| 2018 | 遊戲大獎 | 最佳音效設計         | 《荒野大镖客：救赎2》    | 獲獎 | [ 54 ] |
| 2018 | 遊戲大獎 | 最佳演出             | 羅傑·克拉克飾演亞瑟‧摩根 | 獲獎 | [ 54 ] |
| 2018 | 遊戲大獎 | 最佳動作 / 冒險遊戲  | 《荒野大镖客：救赎2》    | 提名 | [ 54 ] |

## 外部連結
- 官方网站（英文）
- 官方网站（繁體中文）
- 官方网站（简体中文）